# Anton Nikitowitsch Nebylizki

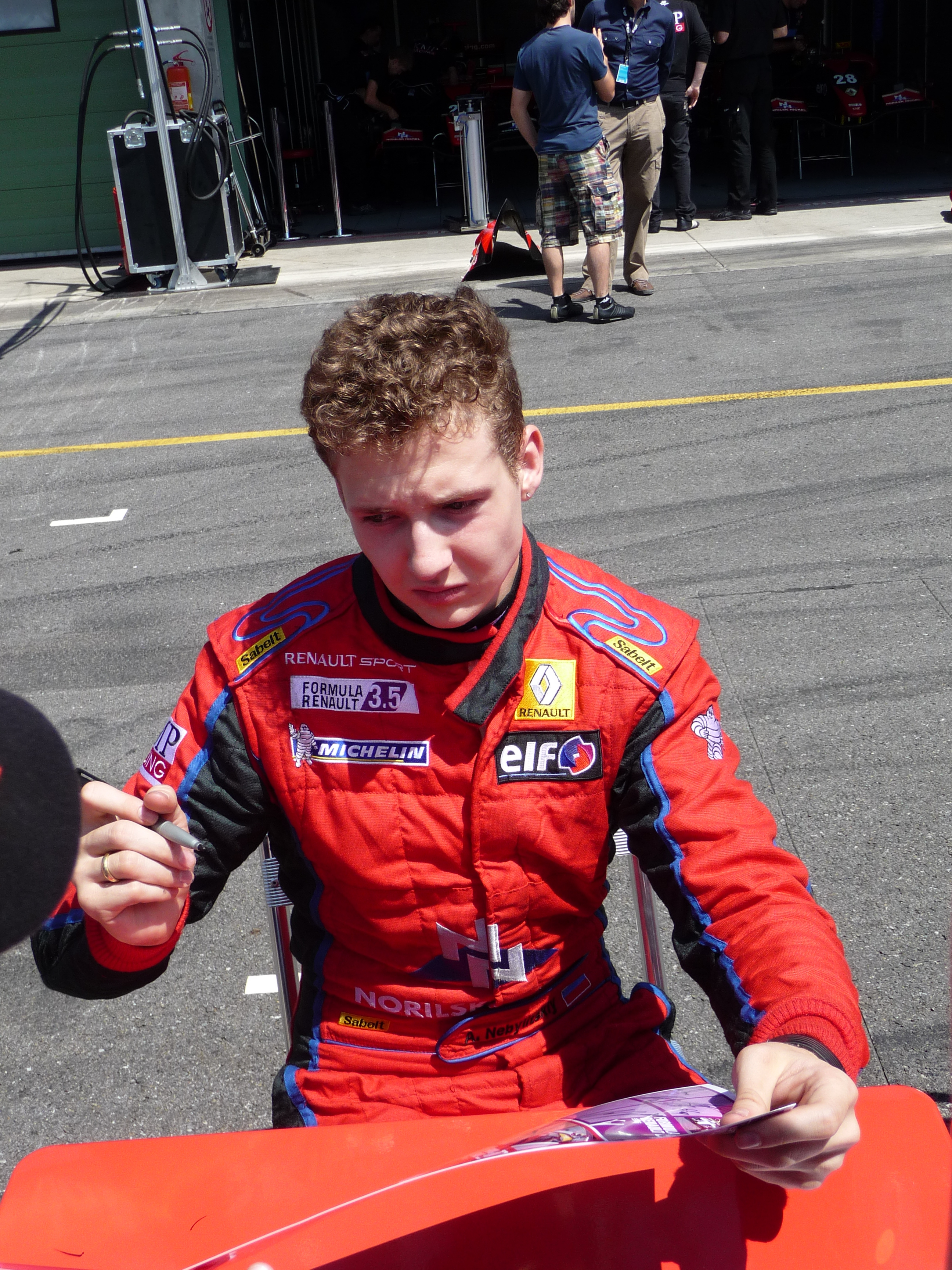
Anton Nebylizki (2010)

Anton Nikitowitsch Nebylizki (russisch Антон Никитович Небылицкий, engl. Transkription Anton Nebylitskiy;) (* 11. Oktober 1989 in Moskau) ist ein russischer Automobilrennfahrer. Er startete von 2009 bis 2012 in der Formel Renault 3.5.

## Karriere
Nebylizki begann seine Karriere im Formelsport 2004 in der Formel Russia, in der er den sechsten Gesamtrang belegte. Nachdem er 2005 in der italienischen Formel Ford aktiv gewesen war, wechselte er 2006 in die nordeuropäische Formel Renault, in der er 16. in der Meisterschaft wurde. Außerdem startete er bei sechs Rennen des Formel Renault 2.0 Eurocups und in der Winterserie der britischen Formel Renault. 2007 legte er sein Hauptaugenmerk auf den Formel Renault 2.0 Eurocup, in dem er erneut keine Punkte erzielte. Außerdem startete er zu einigen Rennen der nordeuropäischen Formel Renault, in der er den 22. Platz in der Fahrerwertung belegte. 2008 blieb er im Formel Renault 2.0 Eurocup und verbesserte sich auf den 20. Gesamtrang. Besser lief es für Nebylizki in der westeuropäischen Formel Renault, in der er mit einer Podest-Platzierung den siebten Gesamtrang belegte.

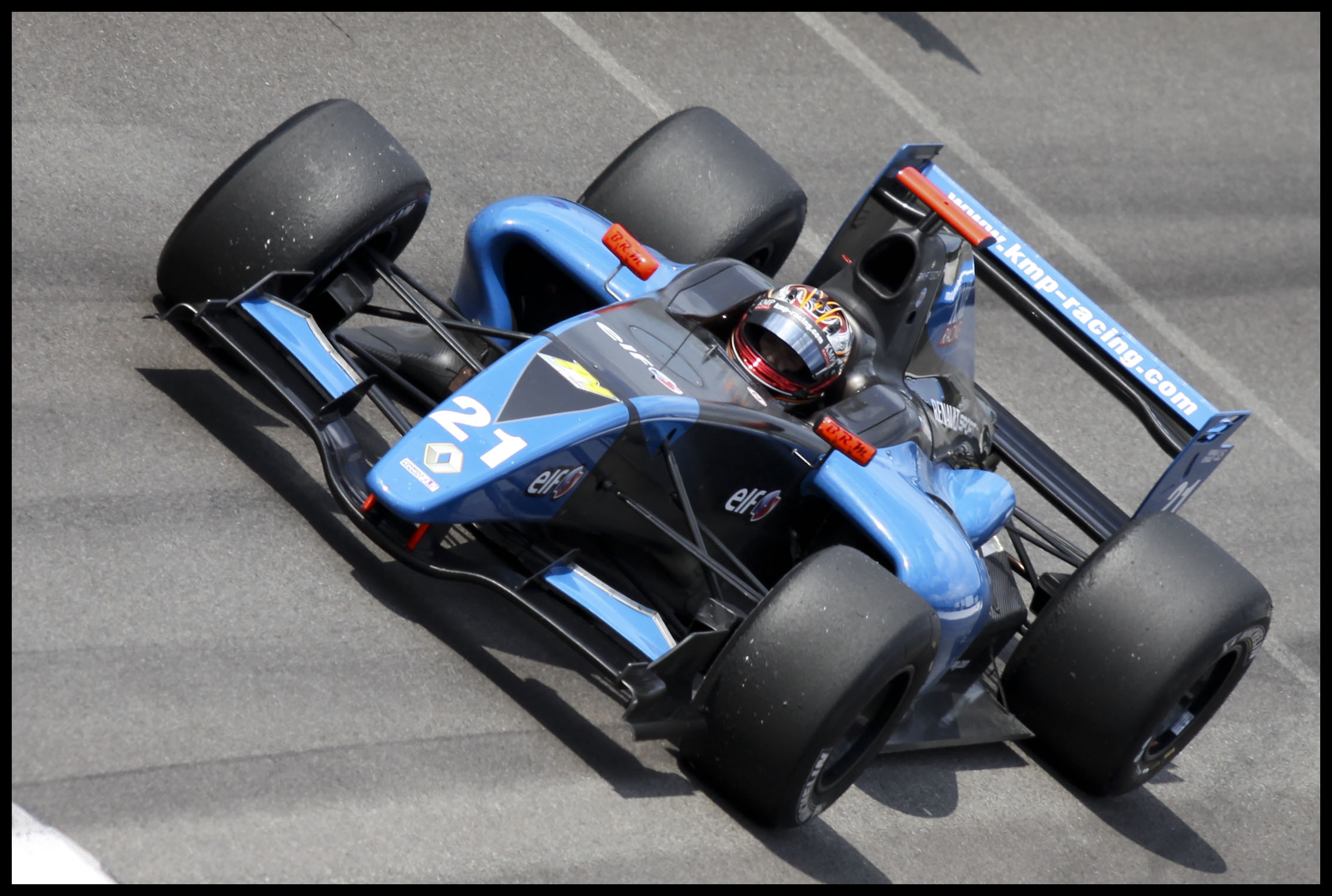
Nebylizki in der Formel Renault 3.5 in Spa 2011

2009 wechselte Nebylizki in die Formel Renault 3.5. Nachdem er die ersten vier Rennen für Comtec Racing absolviert hatte, trat er den Rest der Saison für den Rennstall KMP Group/SG Formula an. Er holte genau einen Punkt und belegte am Saisonende den 29. Gesamtrang. 2010 blieb Nebylizki in der Formel Renault 3.5 und trat als Teamkollege von Víctor García für KMP Racing, die in dieser Saison ein eigenes Team an den Start brachten, an. Nachdem er mit einem dritten Platz seine beste Platzierung in der Formel Renault 3.5 erzielt hatte, belegte er am Saisonende den 14. Platz im Gesamtklassement. 2011 bestritt Nebylizki für KMP Racing seine dritte Saison in der Formel Renault 3.5. Nachdem er durch mehrere Fahrfehler aufgefallen war, entschied sich sein Team dafür, ihn für ein Rennwochenende durch den amtierenden Meister, Michail Aljoschin, zu ersetzen. Am Saisonende unterlag er seinem Teamkollegen Nelson Panciatici intern und belegte mit einem fünften Platz als bestes Ergebnis den 19. Platz in der Meisterschaft. 2012 blieb Nebylizki bei KMP Racing, die ab dieser Saison als Team RFR an den Start gingen, in der Formel Renault 3.5. Nachdem er die ersten sechs Veranstaltungen ohne Punkte geblieben war, ersetzte ihn sein Team durch Aaro Vainio. Sowohl Vainio als auch sein Teamkollege Aljoschin erzielten Podest-Platzierungen. Nebylizki belegte den 31. Platz in der Fahrerwertung.

## Karrierestationen
| - 2004: Formel Russia (Platz 6) - 2005: Italienische Formel Ford - 2006: Nordeuropäische Formel Renault (Platz 13) - 2006: Formel Renault 2.0 Eurocup - 2006: Britische Formel Renault, Winterserie | - 2007: Formel Renault 2.0 Eurocup - 2007: Nordeuropäische Formel Renault (Platz 22) - 2008: Formel Renault 2.0 Eurocup (Platz 20) - 2008: Westeuropäische Formel Renault (Platz 7) - 2009: Formel Renault 3.5 (Platz 29) | - 2010: Formel Renault 3.5 (Platz 14) - 2011: Formel Renault 3.5 (Platz 19) - 2012: Formel Renault 3.5 (Platz 31) |